# Llibreria Canuda
La Llibreria Canuda va ser un establiment situat al carrer de la Canuda, 4 de Barcelona,  al costat de l'Ateneu Barcelonès, actualment desaparegut.

## Història
Va ser fundada el 1948 com a llibreria de vell per Ramon Mallafré i Conill, succeït pel seu fill Santiago Mallafré i Gou, qui va aconseguir situar-la entre les primeres de l'Estat amb més de 400.000 títols, com un exemplar de l'Enciclopedie de Diderot i D'Alembert en 28 volums, gran foli (c. 1760). Organitzava un gran nombre d'actes que incloïen exposicions a la seva galeria d'art i presentacions de llibres. L'escriptor Carlos Ruiz Zafón es va inspirar en aquesta llibreria quan va escriure la novel·la La Sombra del Viento.
Va tancar el 23 de novembre del 2013, i com altres llibreries de vell, va seguir fent vendes per Internet del seu fons des d'Arenys de Munt.